# ツェルトベク飛行場
ツェルトベク飛行場（ツェルトベクひこうじょう、ドイツ語: Flugplatz Zeltweg）はオーストリア中部の町ツェルトベクにある軍用の飛行場。ICAO空港コードはLOXZ。
1964年、この飛行場の滑走路に設けられた仮設コースでF1オーストリアGPが開催され、ロレンツォ・バンディーニが初優勝した。コース幅は広く平坦だが路面はとても粗く、コースレイアウトはL字型だった。開催は一度きりで終わってしまったが、このすぐ北に造られたエステルライヒリンク（現レッドブル・リンク）に開催地は引き継がれた。